# ふたご座クシー星
ふたご座ξ星（英語: Xi Geminorum）は、ふたご座にある3等星の恒星である。地球から約60光年離れた、F型主系列星、あるいは準巨星で、太陽の1.7倍の質量と2.7倍の半径を持つ。年齢は15億年と若く、金属量は太陽とほぼ同程度とされている。

## 名称
固有名の Alzirr はアラビア語で「ボタン」を意味する言葉に由来する。2017年6月30日、国際天文学連合の恒星の命名に関するワーキンググループ (Working Group on Star Names, WGSN) は、ふたご座ξ星の固有名として、Alzirr を正式に承認した。
中国では、ふたご座ξ星は、μ星、ν星、γ星、ε星、36番星、ζ星、λ星と共に井宿という星官を成している。この中で、ξ星は4番目の恒星とされているため、井宿四と呼ばれる。